# Yucatánský poloostrov

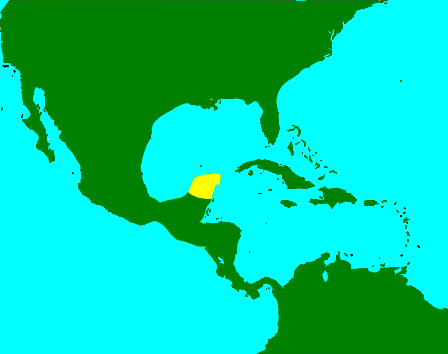
Yucatan

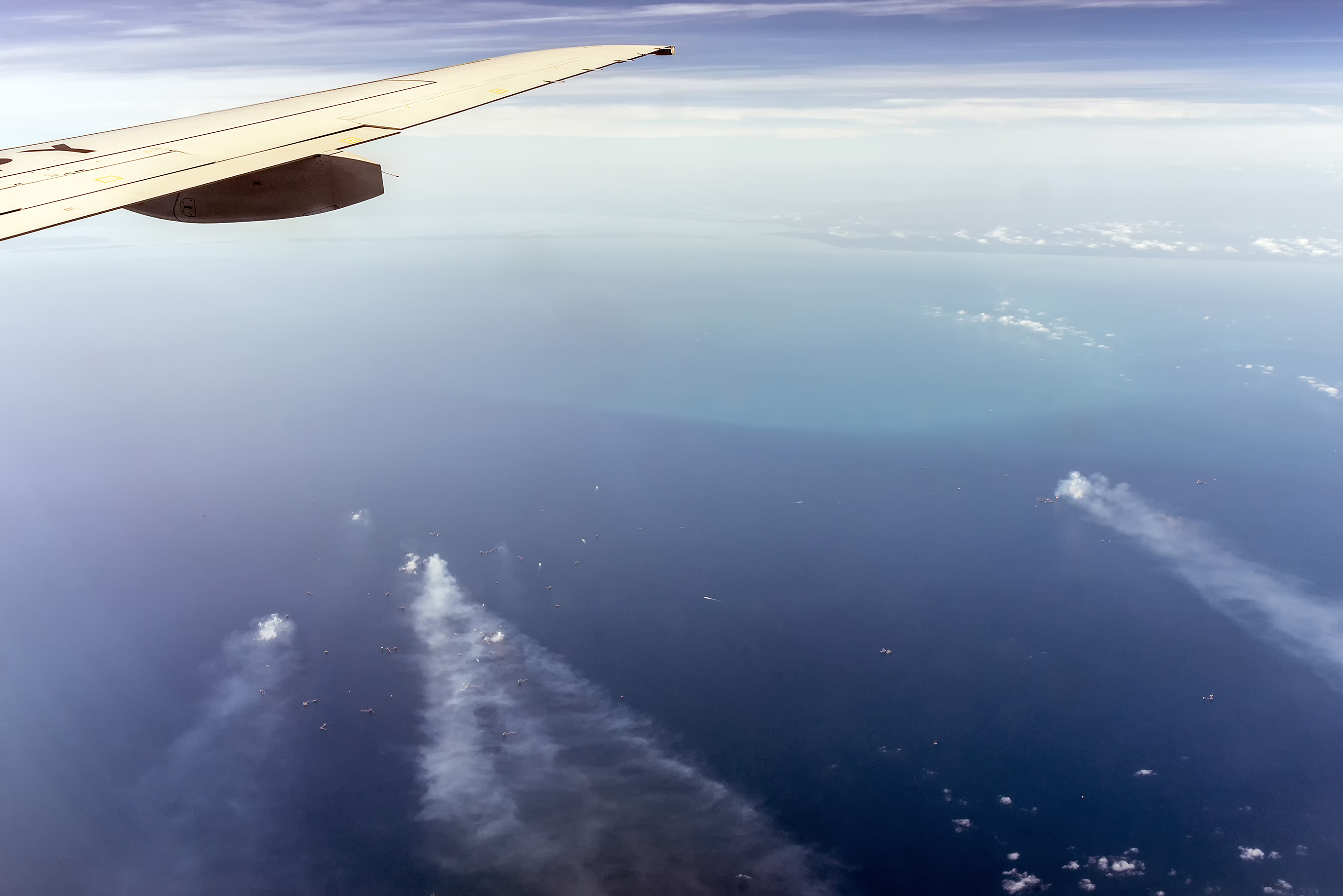
Ropné pole Cantarell

Yucatánský poloostrov (španělsky Península de Yucatán) neboli Yucatán  je poloostrov na jihovýchodě Mexika, který odděluje Mexický záliv a Karibské moře. Mezi poloostrovem a ostrovem Kuba je 217 km široký Yucatánský průliv. S rozlohou kolem 181 000 km² je 2,3× větší než Česká republika. Podél východního pobřeží se táhne Mezoamerický korálový útes, druhý největší korálový útes na světě.

## Historie
Yucatán byl součástí rozsáhlé oblasti (jihovýchodní Mexiko, Belize, Guatemala, severozápadní Honduras), kde se 2500 let př. n. l. začala rozvíjet mayská civilizace. V roce 1517 začal poloostrov dobývat španělský mořeplavec Francisco Hernández de Córdoba. Španělé objevili již opuštěné středisko mayské civilizace – Uxmal a do roku 1697 celou oblast zcela ovládli.
V roce 1773 byly uprostřed džungle objeveny ruiny města Palenque. Do roku 2010 se podařilo odkrýt jen třetinu celého města a předpokládá se, že okolní džungle skrývá pod zemí ještě mnoho dalších ukrytých prostor.
V současnosti tvoří domorodí Mayové a mesticové částečného mayského původu značnou část populace regionu a mayskými jazyky se zde hojně mluví.

## Geografie
Na větší části poloostrova se rozkládají mexické státy Campeche, Yucatán a Quintana Roo. Na jihu leží Belize a část Guatemaly. Pobřeží Mexika a Belize odděluje Chetumalský záliv. Yucatánská nížina s tropickým deštným lesem pokrývá většinu poloostrova. Jejím podkladem jsou vápence s četnými zatopenými jeskyněmi a závrty nazývanými cenotes, které Mayové používali k přístupu do podzemních vod. V Mexickém zálivu a na části Yucatánu byl v roce 1978 u města Mérida objeven impaktní kráter po dopadu meteoritu Chicxulub, který asi před 66 miliony let přispěl k vymírání na konci křídy. Kráter o průměru kolem 200 kilometrů patří k největším známým impaktním strukturám dochovaným na zemském povrchu.
Podnebí Yucatánského poloostrova je tropické a skládá se z mokrého a suchého období. Zimy jsou mírné a léta velmi horká. Poloostrov Yucatán leží v pásmu Atlantského oceánu, což znamená, že v období od června do listopadu hrozí oblasti hurikány. Počet hurikánů, které zasáhly poloostrov, se liší, ale každý představuje hrozbu. V roce 2005 zasáhly Yucatánský poloostrov dva hurikány kategorie 5, Emily a Wilma, a způsobily extrémní škody.

## Turismus
V současnosti začíná být zejména západ poloostrova častěji vyhledáván turisty. Yucatánské lesy ukrývají řadu archeologických zón, zejména pyramid. Mezi nedůležitější centra patří Uxmal, Chichén Itzá, Tulum, Coba a Calakmul, a dále kupříkladu Mayapán. Leží zde i dvě letoviska Cancún a Mérida. Cancún je mexické město v Karibiku, kam většina turistů míří především kvůli dovoleným na pláži. Mezi další zajímavá místa na Yucatánském poloostrově patří Playa del Carmen, Bacalar, Xpujil, San Francisco de Campeche, Merida a Valladolid.
Hustota zalidnění je největší při pobřeží a v okolí turistických center, nejmenší naopak v centrálních částech Quintany Roo, kde se vyskytují rozsáhlé oblasti s hustotou zalidnění 1 člověk/km². V současné době je Yucatán vystaven silnému imigračnímu tlaku, protože sem přicházejí za prací obyvatelé hornatých částí Mexika a Guatemaly. Příchozí jsou většinou muži a směřují do turistických středisek. I přesto, že v Mexiku často dochází ke střetům mezi drogovými nebo naftovými kartely, turisté nejsou cílem útoků a Yucatán je nejbezpečnějším místem v Mexiku.